# Seznam slovenskih pisateljev
Seznam slovenskih pisateljev in pisateljic

## A
- Jože Abram (1875–1938)
- Kozma Ahačič (* 1976)
- Ivan Albreht (1893–1955)
- Vera Albreht (1895–1971)
- Bernard Ambrožič (1892–1973)
- Jože Ambrožič (1884–1923)
- Jernej Andrejka (1850–1926)
- Rudolf Andrejka (1880–1948)
- Milan Apih (1906–1992)
- Rok Arih (pravo i. Drago Druškovič)
- Andraž Arko (* 1977)
- Andrej Arko (* 1947)
- Vojko Arko (1920–2000)
- Tina Arnuš Pupis (* 1982)
- Ivan Artač (1921–2005)
- Majda Artač Sturman (* 1953)
- Imre Augustič (1837–1879)
- Mirko Avsenak (1905–1983)

## B
- Esad Babačić (* 1965)
- Gabriela Babnik (* 1979)
- Bea Baboš Logar (* 1945)
- Jožef Bagari (1840–1919)
- Mihael Bakoš (1742–1803)
- Norma Bale (* 1972)
- Štefan Baler (1760–1835)
- Ivan Baloh (1873–1954)
- Janez Banič (1928–2020)
- Irena Barber (1939–2006)
- Robert Barbo Waxenstein (1889–1977)
- Mihael Barla (1778–1824)
- Vladimir Bartol (1903–1967)
- Jernej Basar (1683–1738)
- Ivan Baša (1875–1931)
- Jožef Baša Miroslav (1894–1916)
- Jana Bauer (* 1975)
- Dino Bauk
- Jan Baukart (1889–1974)
- Petra Bauman (* 1979)
- Josip Bavec (1876–1918)
- Vinko Beličič (1913–1999)
- Lajos Bence (* 1956)
- Louis Beniger (1894–1979)
- Aleš Berger (* 1946)
- Franc Berke (1764–1840)
- Ivan Berke (1814–1908)
- Dinko Bertoncelj (* 1928)
- Cvetka Bevc (* 1960)
- France Bevk (1890–1970)
- Tina Bilban (* 1983)
- Vinko Bitenc (1895–1956)
- Bojan Bizjak (* 1959)
- Ivan Bizjak (1936–2018)
- Igor Bizjan (* 1958)
- Andrej Blatnik (* 1963)
- France Blatnik (1899–1977)
- Franček Bohanec (1923–2010)
- Peter Bohinjec (1864–1919)
- Berta Bojetu (1946–1997)
- Matej Bor (pravo ime Vladimir Pavšič) (1913–1993)
- Rado Bordon (1915–1992)
- France Borko (1904–1956)
- Silvija Borovnik (* 1960)
- Jožef Borovnjak (1826–1909)
- Janez Borštnar (1919–1945)
- Janez Božič (1829–1884)
- Peter Božič (1932–2009)
- Rasto Božič (* 1959)
- Julija Bračič (1913–1994)
- Silva Brank (1938–2021)
- Ivan Bratko (1914–2001)
- Igor Bratož (* 1960)
- Barbara Brecelj (* 1941)
- Matej Brence (1856–1887)
- Kristina Brenk (1911–2009)
- Iva Breščak (1905–1991)
- Anton Breznik (1737–1793)
- Srečko Brodar (1893–1987)
- Tone Brulc (1927–1996)
- Natalija Brumen (* 1974)
- Andrej Brvar (* 1945)
- Julij Bučar (1857–1919)
- Andrej Budal (1889–1972)
- Elza Budau (* 1941)
- Ivan Bukovinski (1886–1957)
- Jožef Burger (1800–1870)
- Frank Bükvič (1923–1995)
- Peter Butkovič (1888–1953)
- Laura Buzeti (* 2000)

## C
- Stanko Cajnkar (1900–1977)
- Ivan Cankar (1876–1918)
- Izidor Cankar (1886–1958)
- Andrej Capuder (1942–2018)
- Alojzij Carli (1846–1891)
- Ludvik Ceglar (1917–1998)
- Fran Celestin (1843–1895)
- Barbara Cerar (* 1971)
- Božo Cerar (* 1949)
- Angelo Cerkvenik (1894–1981)
- Branko Cestnik (* 1965)
- Mare Cestnik (* 1962)
- Emilijan Cevc (1920–2006)
- Stanislava Chrobáková Repar (* 1960)
- Matjaž Chvatal (* 1960)
- Janez Cigler (1792–1869)
- Milena Cigler (* 1949)
- Ivan Cimerman (* 1938)
- Juri Cipot (1793/1794–1834)
- Rudolf Cipot (1825–1901)
- Jože Ciuha (1924–2015)
- Metka Cotič (* 1957)
- Magdalena Cundrič (* 1946)
- Valentin Cundrič (* 1938)
- Aljoša Curavić (* 1960)
- Antonija Curk (1906–1996)

## Č
- Ivanka Čadež (* 1938)
- Lucija Čakš (* 1988)
- Ivan Čampa (1914–1942)
- Jože Čampa (1893–1989)
- Janez Čandek (1581–1624)
- Mitja Čander (* 1974)
- Dušan Čater (* 1968)
- Aleš Čar (* 1971)
- Andrej Čebokli (1893–1923)
- Albin Čebular (1900–1952)
- Peter Čeferin (* 1938)
- Darka Čeh (* 1949)
- Anica Černej (1900–1944)
- Aldo Černigoj (* 1935)
- Frank Česen (1890–1983)
- Ivo Česnik (1885–1951)
- Tone Čokan (1916–1942)
- Ladislav Črnologar (1935–2020)
- Emil Čuk (* 1938)
- Marij Čuk (* 1952)

## D
- Marjeta Dajčman (* 1934)
- Josip Daneš (1883–1954)
- Dane Debič (1927–2008)
- Peter Dajnko (1787–1873)
- Jurij Dalmatin (ok. 1547–1589)
- Aleš Debeljak (1961–2016)
- Janez Debevec (1758–1821)
- Jože Debevec (1867–1938)
- Dane Debič (1927–2008)
- Milan Dekleva (* 1946)
- Avgust Demšar (* 1962)
- Andrej Detela (* 1949)
- Fran Detela (1850–1926)
- Jure Detela (1951–1992)
- Lev Detela (* 1939)
- Dušan Dim (* 1972)
- Jernej Dirnbek (* 1971)
- Ivan Dobnik (* 1960)
- Rudolf Dobovišek ml.
- Tone Dodlek (* 1943)
- Slavko Dokl (1933–2016)
- Jaro Dolar (1911–1999)
- Ivan Dolenc (1927–2006)
- Mate Dolenc (* 1945)
- Metod Dolenc (1875–1941)
- Hinko Dolenec (1838–1908)
- Jernej Dolžan (1815–1880)
- Tamara Doneva (1967–2014)
- Julia Doria
- Ivan Dornik (1892–1968)
- Nina Dragičević (* 1984)
- Alojz Dravec (1866–1915)
- Ciril Drekonja (1896–1944)
- Miriam Drev (* 1957)
- Maja Drolec
- Drago Druškovič - Rok Arih (1920–2009)
- Jože Dular (1915–2000)
- Zdravko Duša (* 1950)
- Dominik Koletnik

## E
- Nadja Ebner (* 1987)
- Marko Elsner Grošelj (* 1959)
- Katja Eman (* 1982)
- Tilen Epich (1888–1951)
- Anton Erjavec (1887–1910)
- Fran Erjavec (1834–1887)
- Fran Erjavec (1893–1960)

## F
- Aco Ferenc (* 1950)
- Franc Fabinc (1881–1923)
- Milan Fabjančič (1897–1978)
- France Fajdiga (1925–2013?)
- Ivan Fajdiga (1854–1935)
- Bogomil Fatur (1914–1990)
- Lea Fatur (1865–1943)
- Damir Feigel (1879–1959)
- Jože Felc (1941–2010)
- Janko Ferk (* 1958)
- Emil Filipčič (* 1951)
- France Filipič (1919–2009)
- Lojze Filipič (1921–1975)
- Fran Saleški Finžgar (1871–1962)
- Vlado Firm (1919–2002)
- Bogo Flander (1918–1944)
- Božidar Flegerič (1841–1907)
- Pavel Flere (1883–1963)
- Leonora Flis (* 1974)
- Evald Flisar (* 1945)
- Janoš Flisar (1856–1947)
- France Forstnerič (1933–2007)
- Franjo Frančič (* 1958)
- Ivan Franke (1841–1927)
- Ivo Frbežar (1949–2025)
- Tone Frelih (* 1945)
- Ervin Fritz (* 1940)
- Marinka Fritz Kunc (* 1942)
- Tanja Frumen
- Jože Ftičar (1930–2017)
- Angela Fujs (1937–2018)
- Anton Funtek (1862–1932)

## G
- Nada Gaborovič (1924–2006)
- Josip Gabrovšek (1867−1894)
- Andrej Gabršček (1864–1938)
- Vladimir Gajšek (* 1946)
- Maja Gal Štromar (* 1969)
- Ana Gale (1909–1944)
- Engelbert Gangl (1873–1950)
- Anica Gartner (1905–2003)
- Alojz Gašpar (1848–1919)
- Karel Gašpar
- Nejc Gazvoda (* 1985)
- Fran Gestrin (1865–1893)
- Juri Gjurgovitš
- Polona Glavan (* 1974)
- Viktorija Zmaga Glogovec (* 1943)
- Goran Gluvić (* 1957)
- Ferdo Godina (1912–1994)
- Matjaž Godina (1768–1835)
- Jure Godler (* 1984)
- Cvetko Golar (1879–1965)
- Manko Golar (1911–1988)
- Januš Golec (1888–1965)
- Marko Golja (* 1960)
- Alenka Goljevšček Kermauner (1933–2017)
- Berta Golob (* 1932)
- Borut Golob (* 1973)
- Tadej Golob (* 1967)
- Rudolf Golouh (1887–1982)
- Borut Gombač (* 1962)
- Katarina Gomboc Čeh (* 1993)
- Mateja Gomboc (* 1964)
- Vojko Gorjan (1949–1975)
- Mirjam Gostinčar (* 1969)
- Fran Govekar (1871–1949)
- Karel Grabeljšek (1906–1985)
- Branko Gradišnik (* 1951)
- Janez Gradišnik (1917–2009)
- Niko Grafenauer (* 1940)
- Drago Grah (1937–1980)
- Igor Grdina (* 1965)
- Jože Grdina (1892–1974)
- Janez Grm
- Marta Grom (1922–1978)
- Marija Grošelj (1881–1961)
- Janez Gruden (1887–1930)
- Slavko Grum (1901–1949)
- Anastasius Grün (1806–1876)
- Herbert Grün (1925–1961)
- Karel Gržan (* 1958)
- Milan Guček (1917–1982)
- Franc Gumilar (1890–1973)
- Ožbalt Gutsman (1725–1790)

## H
- Vladimir Habjan (* 1957)
- Vlado Habjan (1919–2003)
- Matevž Hace (1910–1979)
- Josip Hacin (1881–1957)
- Maja Haderlap (* 1961)
- Kristina Hafner (1893–1969)
- Fabjan Hafner (1966–2016)
- Jože Hameršak (1895–1967)
- (Peter Handke (* 1942))
- Barbara Hanuš (* 1960)
- Milka Hartman (1902–1997)
- Herman Koroški (~1100–1160)
- Ivanka Hergold (1943–2013)
- Peter Hicinger (1812–1867)
- Andrej Hieng (1925–2000)
- Jožef Hirnök (1957–2024)
- Matevž Hladnik (1806–1865)
- Barbka Höchtl (1860–po 1917)
- Darja Hočevar (* 1955)
- Zoran Hočevar (* 1944)
- Branko Hofman (1929–1991)
- Mihaela Hojnik Barišič (1946–2008)
- Karel Holec (* 1969)
- Andraš Horvat (18. stoletje–19. stoletje)
- Jože Horvat (* 1942)
- Ivan Hribar (1851–1941)
- Jože Hudales (1937–1997)
- Oskar Hudales (1905–1968)
- Zoran Hudales (1907–1982)
- Jože Hudeček (1937–2011)
- Mohor Hudej (* 1968)
- Anita Hudl (1946–2012)
- Marko Hudnik (1931–2025)

## I
- Ožbalt Ilaunig (1876–1945)
- Alojz Ihan (* 1961)
- Anton Ingolič (1907–1992)
- Andrej Inkret (1943–2015)
- Franc Ivanoci (1857–1913)
- Andrej Ivanuša (* 1958)
- Marijan Ivanuša (* 1966)

## J
- Fran Jaklič (1868–1937)
- Helena Jaklič (1912/3–1992)
- Josip Jaklič (1872–1894)
- Jure Jakob (* 1977)
- Gitica Jakopin (1928–1996)
- Tone Jakše (* 1944)
- Janez Jalen (1891–1966)
- Tatjana Jamnik (* 1976)
- Ivan Jan (1921–2007)
- Drago Jančar (* 1948)
- Ivan Janežič (1855–1922)
- Stanko Janežič (1920–2010)
- Gustav Januš (* 1939)
- Jurij Japelj (1744–1807)
- Miran Jarc (1900–1942)
- Mirko Javornik (1909–1986)
- Jože Javoršek (pravo ime Jože Brejc) (1920–1990)
- Milan Jazbec (* 1956)
- Ernest Jazbinšek (* 1944)
- Branko Jeglič (1903–1920)
- Ciril Jeglič (1897–1988)
- Amalija Jelen Mikša (* 1953)
- Vitomir Feodor Jelenc (1885–1922)
- Dušan Jelinčič (* 1953)
- Nikolaj Jeločnik (1919–1993)
- Simon Jenko (1835–1869)
- Vida Jeraj (1875–1932)
- Luka Jeran (1818–1896)
- Frančišek (Aco) Jerant (* 1969)
- Zoran Jerin (1925–2005)
- Marjetka Jeršek (* 1961)
- Milan Jesih (* 1950)
- Franc Jeza (1916–1984)
- Erica Johnson Debeljak (* 1961)
- Angela Gelč Jontes (1906–1973)
- Ivan Jontez (1902–1979)
- Stanko Jost (1944–2022)
- Dušan Jovanović (1939–2020)
- Guido (Gvidon/Zlatko) Jožef Jug (1899—po? 1937)
- Boris Jukić (* 1947)
- Luna Jurančič Šribar (* 1981)
- Branka Jurca (1914–1999)
- Ruda Jurčec (1905–1975)
- Josip Jurčič (1844–1881)
- Edelman Jurinčič (* 1952)
- Terezija Justinek (* 1950)

## K
- Janko Kač (1891–1952)
- Milan Kajč (1910–1982)
- Janez Kajzer (* 1938)
- Marjeta Novak Kajzer (* 1951)
- Mija Kalan (1927–1997)
- Mara Kalan (* 1934)
- Uroš Kalčič (1951–2020)
- Štefan Kališnik (1929–2004)
- Varja Kališnik (* 1959)
- Ignac Kamenik (1926–2002)
- Janoš Kardoš (1801–1873)
- Štefan Kardoš (* 1966)
- Alma Maksimiljana Karlin (1889–1950)
- Igor Karlovšek (* 1958)
- Janja Kastelic - Mojca (* 1940)
- Jože Kastelic (1913–2003)
- Peter Kavalar (1939–1999)
- Vladimir Kavčič (1932–2014)
- Irena Kazazić (* 1972)
- Franc Kejžar (* 1944)
- Damjana Kenda Hussu
- Jakob J. Kenda (* 1973)
- Jože Kerenčič (1913–1941)
- Aksinja Kermauner (* 1956)
- Taras Kermauner (1930–2008)
- Janko Kersnik (1852–1897)
- Rudi Kerševan (* 1941)
- Frank Kerže (1876–1961)
- Ladislav Kiauta (1914–1990)
- Urška Klakočar Zupančič (* 1977)
- Apolonija Klančar
- Juro Kislinger (1931–1999)
- Milan Kleč (* 1954)
- Jožef Klekl (1874–1948)
- Jožef Klekl (1879–1936)
- Simona Klemenčič (* 1971)
- Matjaž Klemše (* 1978)
- Miha Klinar (1922–1983)
- Ivanka Klopčič Casar (* 1945)
- Matjaž Kmecl (* 1934)
- Marija Kmet (1891–1974)
- Fran Josip Knaflič (1879–1949)
- Janko Kleibencetl (1930–2009)
- Andrew Kobal (1899–1988)
- Aleksij Kobal (* 1962)
- Darinka Kobal (* 1946)
- Fran Kobal (1881–1937)
- Edvard Kocbek (1904–1981)
- Fran Kocbek (1863–1930)
- Matjaž Kocbek (1946–2013)
- Vlady Kociancich (* 1941) (Argentina)
- Stanko Kociper (1917–1998)
- Alojz Kocjančič (1913–1991)
- Anton Kocjančič (1884–1962)
- Cvetka Kocjančič (* 1949)
- Aleksandra Kocmut (* 1976)
- Jiři Kočica (* 1966)
- Anton Koder (1851–1918)
- Zdenko Kodrič (* 1949)
- Agnes Kojc (* 1996)
- Alojzij Kokalj (1869–1931)
- Tatjana Kokalj (* 1956)
- Nina Kokelj (* 1972)
- Andrej Kokot (1936–2012)
- Boris Kolar (* 1960)
- Kazimir Kolar (* 1979)
- Marjan Kolar (1933–2017)
- Peter Kolar (1855–1908)
- Jana Kolarič (* 1954)
- Franc Kolenc (1903–1985)
- Janez Kolenc (1922–2014)
- Karolina Kolmanič (1930–2020)
- Mihael Kološa (1846–1906)
- Peter Kolšek (1951–2019)
- Vito Komac (* 1952)
- Manica Koman (1880–1961)
- Mirt Komel (* 1980)
- Miklavž Komelj (* 1973)
- Viktor Konjar (1935–2017)
- Ignac Koprivec (1907–1980)
- Janez Koprivnik (1849–1912)
- Klemen Kordež (* 1985)
- Minka Korenčan (1920–2009)
- Darja Korez Korenčan
- Gregor (Griša) Koritnik (1886–1967)
- Ivan Korošec (1924–2015)
- Ivanka Korošec (* 1947?)
- Borut Korun (* 1946)
- Marko Kos (1925–2020)
- Matevž Kos (* 1966)
- Anton Kosi (1864–1945)
- Ciril Kosmač (1910–1980)
- Tomaž Kosmač (* 1965)
- Josip Kostanjevec (1864–1934)
- Vinko Košak (1903–1942)
- Jožef Košič (1788–1867)
- Niko Košir (1919–2000)
- Miran Košuta (* 1960)
- Miroslav Košuta (* 1936)
- Frida Kovač (1908–1996)
- Polonca Kovač (* 1937)
- Tita Kovač (1930–2016)
- Ivan Kovačič - Soški (1873–1936)
- Jani Kovačič (* 1953)
- Lojze Kovačič (1928–2004)
- Vladimir Kovačič (* 1953)
- Števan Kovatš (1866–1945)
- Kajetan Kovič (1931–2014)
- Ferdo Kozak (1894–1957)
- Juš Kozak (1892–1964)
- Primož Kozak (1929–1981)
- France Kozar (1904–1944)
- Lojze Kozar (1910–1999)
- Marija Kozar Mukič (* 1952)
- Branimir Kozinc (1890–1975)
- Darinka Kozinc (* 1953)
- Željko Kozinc (* 1939)
- Alenka Koželj (* 1980)
- Lojz Kraigher (1877–1959)
- Nada Kraigher (1911–2000)
- Karel Krajcar (1936–2018)
- Matej Krajnc (* 1975)
- Vanja Krajnc (* 1977)
- Frančišek Kralj (1875–1958)
- Gašper Kralj (* 1974)
- Lado Kralj (1938–2022)
- Vladimir Kralj (1901–1969)
- Helena Kraljič (* 1971)
- Marijan Kramberger (1938–2015)
- Nataša Kramberger (* 1983)
- Ted Kramolc (1922–2013)
- Jože Kranjc (1904–1966)
- Miško Kranjec (1908–1983)
- Dragica Krapež
- Borut Kraševec (* 1973)
- Bogomila Kravos (* 1948)
- Marko Kravos (* 1943)
- Jela Krečič (* 1979)
- Tadeja Krečič Scholten (* 1961)
- Bratko Kreft (1905–1996)
- Lena Kregelj
- Minka Krejan (r. Češnjevar; ps. Marta Kmet) (* 1929–2009)
- Janez Evangelist Krek (1865–1917)
- Sebastijan Krelj (1538–1567)
- Manka Kremenšek Križman (* 1964)
- Anton Krempl (1790–1844)
- Ivanka Kremžar (1878–1954)
- Marko Kremžar (1928–2021)
- Nina Kremžar
- Rudolf Kresal (1905–1975)
- Maruša Krese (1947–2013)
- Samo Kreutz
- Etbin Kristan (1867–1953)
- Jože Krivec (1916–1991)
- Igor Krivokapič (* 1965)
- Jernej Križaj (1838–1890)
- Rade Krstić (1960–2018)
- Minka Krvina (1929–2002)
- Špela Kuclar (* 1972)
- Floriš Kühar (1893–1943)
- Janoš Kühar (1901–1987)
- Števan Kühar (1882–1915)
- Števan Kühar (1887–1922)
- Števan Kühar (1890–1963)
- Mirko Kuhel (1904–1958)
- Ivan Kuk (1823–1864)
- Roman Kukovič (* 1956)
- Filip Kumbatovič Kalan (1910–1989)
- Mojca Kumerdej (* 1964)
- Mirko Kunčič (1899–1984)
- France Kunstelj (1914–1945)
- Benedikt Kuripečič (~1490–?)
- Eva Kurnik (* 1997)
- Blaž Kutin
- Mikloš Küzmič (1737–1804)
- Štefan Küzmič (1723–1779)
- Zofka Kveder (1878–1926)

## L
- Ivan Lah (1881–1938)
- Feri Lainšček (* 1959)
- Evgen Lampe (1874–1918)
- Frančišek Lampe (1859–1900)
- Mara Lamut (1884–1970)
- Janez Langerholz (1880–1948)
- Jedrt Lapuh Maležič (* 1979)
- Vida Lasič (1920–1997)
- Josip Lavrič (1845–1900)
- Janko Lavrin (1887–1986)
- Josip Lavtižar (1851–1943)
- Vesna Lemaić (* 1981)
- Mart Lenardič (* 1963)
- Mirko Lenaršič (1882–1966)
- Davorin Lenko (* 1984)
- Tomaž Letnar (* 1963)
- Fran Levstik (1831–1887)
- Vladimir Levstik (1886–1957)
- Anton Leskovec (1891–1930)
- Mirana Likar Bajželj (* 1961)
- Joža Likovič (1900–1970)
- Anton Tomaž Linhart (1756–1795)
- Milan Lipovec (1912–1997)
- Florjan Lipuš (* 1937)
- Manica Lobnik (1927–1974)
- Danilo Lokar (1892–1989)
- Jakob Lorber (1800–1864)
- Ivan Lovrenčič (1878–1952)
- Joža Lovrenčič (1890–1952)
- Joža J. Lovrenčič (1921–1992)
- Evgen Lovšin (1895–1987)
- Blaž Lukan (* 1955)
- Matjaž Lunaček (* 1950)
- Adam Lutar (1887–1972)
- Gregor Lutar (1841–1925)
- Mihael Lutar († po 1651)
- Mikloš Lutar
- Pavel Lutar
- Pavel Lužan (* 1946)
- Štefan Lülik (?–1847)
- Milan Petek Levokov (* 1960)

## M
- Bogomir Magajna (1904–1963)
- France Magajna (1895–1971)
- Eva Mahkovic (* 1986)
- Tomaž Mahkovic (* 1963)
- Anton Mahnič (1850–1920)
- Matija Majar (1809–1892)
- Stanko Majcen (1888–1970)
- Gregor Majdič (* 1967)
- Nina Majer (* 1955)
- Svetlana Makarovič (* 1939)
- Andrej Makuc (* 1951)
- Vitan Mal (* 1946)
- Franc Malavašič (1818–1863)
- Ivan Malavašič (1927–2019)
- Tatjana Malec (1936–2007)
- Mimi Malenšek (1919–2012)
- Matija Malešič (1891–1940)
- Miroslav Malovrh (1861–1922)
- Valentin Mandelc (1837–1872)
- Marjan Marinc (1921–1990)
- Ivan Marinčič (1907–1975)
- Katarina Marinčič (* 1968)
- Josip Marinko (1848–1921)
- Marjan Marinšek (1941–2011)
- Milan Markelj (* 1946)
- Eva Markun (* 1990)
- Rudolf Marn (1875–1947)
- Marijan Marolt (1902–1972)
- Bojan Martinec (1954–2023)
- Ana Marwan (* 1980) (slovensko-avstrijska)
- Fran Maselj - Podlimbarski (1852–1917)
- Miha Mate (1942–2006)
- Ivan Matičič (1887–1979)
- Nada Matičič (1922–2004)
- Dijana Matković (* 1984)
- Neža Maurer (1930–2025)
- Karel Mauser (1918–1977)
- Miha Mazzini (* 1961)
- Andrej Medved (* 1947)
- Pavel Medvešček (1933–2020)
- Danica Melihar Lovrečič (1911–2005)
- Janez Menart (1929–2004)
- Janez Mencinger (1838–1912)
- Majda Mencinger (* 1935)
- Dušan Merc (* 1952)
- Marija Mercina (* 1948)
- Ace Mermolja (* 1951)
- Bojan Meserko (* 1957)
- Tadej Meserko (* 1984)
- Elena Messner (* 1983)
- Janko Messner (1921–2011)
- Ivanka Mestnik (* 1934)
- Erna Meško (1911–1999)
- Ksaver Meško (1874–1964)
- Dušan Mevlja (1920–2008)
- Domen Mezeg (* 1986)
- Marjanca Mihelič (* 1959)
- Mira Mihelič (1912–1985)
- Tine Mihelič (1941–2004)
- Miloš Mikeln (1930–2014)
- Branko Miklavc (1922–2011)
- Franc Mikša (* 1953)
- Fortunat Mikuletič (1886–1965)
- Fran Milčinski (1867–1932)
- Frane Milčinski - Ježek (1914–1988)
- Vesna Milek (* 1971)
- Jolka Milič (1926–2021)
- Ivan Minatti (1924–2012)
- Marija Mislej (1936–1990)
- Tone Mizerit (* 1944)
- Frank Mlakar (1913–1967)
- Janko Mlakar (1874–1953)
- Peter Mlakar (* 1951)
- Rudi Mlinar (* 1950)
- Kristijan Močilnik (* 1960)
- Vinko Möderndorfer (1894–1958)
- Vinko Möderndorfer (* 1958)
- John Modic (1922–2000)
- Milena Mohorič (1905–1972)
- Ivan Molek (1882–1962)
- Mary Molek (1909–1982)
- Dušan Moravec (1920–2015)
- Andrej Morovič (1960–2022)
- Jože Moškrič (1902–1943)
- Marjan Moškrič
- Marjana Moškrič (* 1958)
- Brane Mozetič (* 1958)
- Ivan Mrak (1906–1986)
- Bernarda Mrak Kosel
- Ludvik Mrzel (1904–1971)
- Desa Muck (* 1955)
- Anja Mugerli (* 1984)
- Francek Mukič (* 1952)
- Joži Munih Petrič (1906–1996)

## N
- Marica Nadlišek Bartol (1867–1940)
- Miha Naglič? (* 1952)
- Boštjan Narat (* 1976)
- Ivan Nemec (1907–1976)
- Nika Nikolič
- Bogdan Novak (* 1944)
- Boris A. Novak (* 1953)
- Božidar Novak (* 1965)
- Franc Novak (1791–1836)
- Franci Novak (* 1969)
- Iva L. Novak (* 1986)
- Lojze Novak (1927–1986)
- Luka Novak (* 1963)
- Maja Novak (* 1960)
- Marjeta Novak Kajzer (* 1951)
- Stane Novak (1903–1956)
- Zvonko Novak (1882–1953)
- Lela B. Njatin (* 1963)
- Anton Novačan (1887–1951)
- France Novšak (1916–1991)
- Tomo Novosel (* 1989)

## O
- Teja Oblak (* 1983)
- Vasja Ocvirk (1920–1985)
- Blaž Ogorevc (1951–2025)
- Josip Ogrinec (1844–1879)
- Maša Ogrizek (* 1973)
- Fani Okič (1924–2019)
- Nejka Omahen (* 1983)
- Marija Oprešnik (* 1951)
- Andrej Orehek (1878–1935)
- Iztok Osojnik (* 1951)
- Josip Osti (1945–2021)
- Ferenc Ošlaj (1883–1932)
- Vinko Ošlak (* 1947)
- Jelka Ovaska (* 1947)
- Joško Oven (1890–1947)
- Irma Ožbalt (* 1926)

## P
- Jože Pacek (* 1945)
- Miha Frančišek Paglovec (1679–1759)
- Josip Pagliaruzzi (1859–1885)
- Boris Pahor (1913–2022)
- Jože (Josip) Pahor (1888–1964)
- Jožef Pajek (1843–1901)
- Pavlina Pajk (1854–1901)
- France Papež (1924–1996)
- Albert Papler (1914–2002)
- Tone Partljič (* 1940)
- Lara Paukovič (* 1993)
- Avgust Pavel (1886–1946)
- Irena Pavlič (1934–2022)
- Jana Pavlič (* 1962)
- Mile Pavlin (1926–2002)
- Rudolf Pečjak (1891–1940)
- Vid Pečjak (1929–2016)
- Vanja Pegan (* 1967)
- Franc Henrik Penn (1838–1918)
- Janko Perat (1921–2001)
- Katja Perat (* 1988)
- Tone Perčič (* 1954)
- Saša Pergar (* 1977)
- Pavel Perko (1877–1870)
- Franc Pernišek (1907–1999)
- Ela Peroci (1922–2001)
- Mateja Perpar (* 1974)
- Luiza Pesjak (1828–1898)
- Ivan Perša (1861–1935)
- Tone Peršak (* 1947)
- Aleksander Peršolja (* 1944)
- Bruna Marija Pertot (* 1937)
- Rajko Perušek (1854–1917)
- Metka Peserl (* 1976)
- Luiza Pesjak (1828–1898)
- Barbara Pešut (z več psevdonimi)
- Žarko Petan (1929–2014)
- Davorin Petančič (1910–1983)
- Mojca Petaros (* 1998)
- Branko Petauer (* 1961)
- Jože Petek (1920–1993)
- Milan Petek Levokov (* 1960)
- Jože Peternelj (1927–2013)
- Vlado Peteršič (1926–1999)
- Janez Petkoš (1947–2023)
- Karl Petrič (* 1964)
- Dragan Petrovec (* 1952)
- Metod Pevec (* 1958)
- Zoran Pevec (* 1955)
- France Pibernik (1928–2021)
- Renata Picej ?
- Boris Pintar (* 1964)
- Miha Pintarič (* 1963)
- Zlatka Pirnat Cognard (1912–2009)
- Klemen Pisk (* 1973)
- Mojca Pišek ( * 1985)
- Zora Piščanc (1912–1989)
- Jan Plestenjak (1899–1947)
- Stane Pleško (1923–1995)
- Tatjana Plevnik (* 1951)
- Janez Podboj (1848–1910)?
- Simona Podergajs Fajgelj (* 1960)
- Josip Podmilšak (1845–1874)
- Tomo Podstenšek (* 1981)
- Barbara Pogačnik (* 1973)
- Bogdan Pogačnik (1921–2005)
- Tone Polda (1917–1945)
- Radko Polič (1919–1988)
- Vasko Polič (1940–2023)
- Denis Poniž (* 1948)
- Rok Poles (* 1973)
- Boštjan Potokar (* 1959)
- Jure Potokar (* 1956)
- Ludve Potokar (1923–1965)
- Ivan Potrč (1913–1993)
- Andrej Praprotnik (1827–1895)
- Vasja Predan (1930–2021)
- Zoran Predin (* 1958)
- Aleksij Pregarc (* 1936)
- Ivan Pregelj (1883–1960)
- Sebastijan Pregelj (* 1970)
- Arjan Pregl (* 1973)
- Sanja Pregl (* 1970)
- Slavko Pregl (* 1945)
- Tatjana Pregl Kobe (* 1946)
- Franček Prelog (1922–1943)
- Ljuba Prenner (1906–1977)
- Janez Prepeluh (1923–1969)
- Prežihov Voranc (pravo ime Lovro Kuhar) (1893–1950)
- Bert Pribac (1933–2020)
- Janko Prunk (* 1942)
- Marjan Pungartnik (* 1948)
- Ivan Pucelj (1877–1945)
- Milan Pugelj (1883–1929)
- Helena Puhar (1920–1968)
- Franc Puncer (1934–1994)
- Frane Puntar (1936–2013)
- Vilma Purič (* 1966)
- Jožef Pustai (1864–1934)
- Ludvik Puš (1896–1989)
- Marijan Pušavec (* 1962)
- Jana Putrle Srdić (* 1975)

## R
- Marko Radmilovič (* 1964)
- Božidar Radoš (* 1937)
- Pavle Rak (* 1950)
- Janja Rakuš
- Vendel Ratkovič (1834–1907)
- Davorin Ravljen (1898–1965)
- Matevž Ravnikar (1776–1845)
- Vili Ravnjak (* 1960)
- Nežka Raztresen (1928–2013)
- Mateja Reba (* 1962)
- Tomo Rebolj - Aaron Kronski (1954–2020)
- Alojz Rebula (1924–2018)
- Maksimilijan Redeskini (1740–1814)
- Radivoj Rehar (1894–1969)
- Magda Reja (* 1960)
- Izidor Rejc (* 1936)
- Alojzij Remec (1886–1952)
- Miha Remec (1928–2020)
- Vera Remic Jager (1920–1999)
- Primož Repar (* 1967)
- Borivoj Repe (* 1940)
- Peter Rezman (* 1956)
- Ivan Ribič (1920–1982)
- Josip Ribičič (1886–1969)
- Petja Rijavec (* 1971)
- Simona Rituper (* 1974)
- Ivan Rob (1908–1943)
- Anton Zvonko Robar (* 1928)
- Ivan Robida (1871–1941)
- Jože Rode (1936–2020)
- Matija Rode (1879–1961)
- Edo Rodošek (1932–2021)
- Janko Rogelj (1895–1974)
- Fran Rojec (1867–1939)
- Fran Roš (1898–1976)
- Pavla Rovan (1908–1999)
- Andrej Rot (* 1953)
- Braco Rotar (* 1942)
- Leopoldina Rott (1849–1942)
- Alojz Rovan (1870–1891)
- Roman Rozina (* 1960)
- Gregor Rozman (* 1974)
- Ivan Rozman (1873–1960)
- Smiljan Rozman (1927–2007)
- Marjan Rožanc (1930–1990)
- Andraž Rožman (* 1983)
- Branko Rudolf (1904–1987)
- Franček Rudolf (* 1944)
- Mojca Rudolf (* 1966)
- Neva Rudolf (1934–2014)
- Vida Rudolf (1900–1993)
- Samo Rugelj (* 1966)
- Aldo Rupel (* 1941)
- Dimitrij Rupel (* 1946)
- Žiga Rus
- Miran Rustja (* 1957)
- Ernest Ružič (1941–2020)

## S
- Jakob Sabar (1802/03–1863)
- Jožef Sakovič (1874–1930)
- Zora Saksida (1921–2012)
- Anej Sam (* 1947)
- Petra Samec (* 1980)
- Rok Sanda (* 1985)
- Smiljan Samec (1912–1995)
- Ana Schnabl (* 1985)
- Bojan Schwentner (* 1957)
- Tone Seliškar (1900–1969)
- Štefan Selmar (1820–1877)
- Mihael Sever Vanečaj (1699–1750)
- Sonja Sever (1900–1995)
- Štefan Sijarto (1765–1833)
- Aleš Sila (* 1976)
- Samo Simčič (* 1946)
- Zorko Simčič (* 1921)
- Robert Simonišek (* 1977)
- Barbara Simoniti (* 1963)
- Veronika Simoniti (* 1967)
- Muanis Sinanović (* 1989)
- Sandi Sitar (* 1937)
- Anica Sivec (* 1936)
- Ivan Sivec (* 1949)
- Adam Skalar (?–1658)
- Selma Skenderović (* 2001)
- Jakob Sket (1852–1912)
- Valerija Skrinjar Tvrz (1928–2023)
- Andrej E. Skubic (* 1967)
- Anton Slabe (1889–1969)
- Miroslav Slana (1949–2019)
- Julij Slapšak (1874–1951)
- Svetlana Slapšak (* 1948)
- Janoš Slepec (1872–1936)
- Franc Valentin Slemenik (1843–1871)
- France Slokan (1906–1998)
- Ina Slokan (r. Javornik) (1910–1989)
- Jožef Smej (1922–2020)
- Štefan Smodiš (1758–1799)
- Barica Smole (* 1948)
- Dominik Smole (1929–1992)
- Breda Smolnikar (* 1941)
- Jože Snoj (1934–2021)
- Ladislav Sobotin (18. stoletje)
- France Sodja (1914–2007)
- Marko Sosič (1958–2021)
- Sarival Sosič (* 1962)
- Ivko Spetič Magajna
- Dominik Srienc (* 1984)
- Kristo Srienc (1910–2002)
- Jasna Branka Staman (* 1961)
- Leopold Stanek (1908–1970)
- Tončka Stanonik (* 1949)
- Karl Starc (1920–1944)
- Josip Stare (1842–1907)
- Erna Starovasnik (1919–1977)
- Lucija Stepančič (* 1969)
- Marko Sterle (1936–2004)
- Urška P. Sterle (* 1979)
- Ljudevit Stiasny (1862–1936)
- Peter Stopar (pravo ime Mitja Zalokar) (* 1946)
- Majda Strašek Januš
- Anton Stražar (1895–1959)
- Magda Stražišar - "Magduška" (1920–1997)
- Janez Strehovec (* 1950)
- Josip Stritar (1836–1923)
- Gregor Strniša (1930–1987)
- Gustav Strniša (1887–1970)
- Štefa Strojnik (1891–1952)
- Ahacij Stržinar (1676–1741)
- Jana Stržinar (* 1963)
- Primož Sturman (* 1980)
- Josip Suchy (1869–1941)
- Janez Suhadolc (* 1942) ?
- Leopold Suhodolčan (1928–1980)
- Nataša Sukič (* 1962)
- Anton Sušnik (1850–1895)
- Luka Svetec (1826–1921)
- Mihael Svetec
- Irena Svetek (* 1975)
- Ana Svetel (* 1990)
- Ivo Svetina (* 1948)
- Janez Svetina (1941–1991)
- Peter Svetina (* 1970)
- Stanko Svetina (1888–1919)
- Magdalena Svetina Terčon (* 1968)
- Tone Svetina (1925–1998)
- Sándor Szúnyogh (1942–1998)

## Š
- David Šalamun (1974–2015)
- Tomaž Šalamun (1941–2014)
- Dušan Šarotar (* 1968)
- Ivan Šašelj (1859–1944)
- Vlado Šav (1945–2008)
- Franc Šbül (1825–1864)
- Drago Šega (1918–2004)
- Milan Šega (1915–1998)
- Rudi Šeligo (1935–2004)
- Igor Šentjurc (1927–1996)
- Slavo Šerc (* 1959)
- Franc Šetinc (1929–2016)
- Tone Šifrer (1911–1942)
- Gustav Šilih (1893–1961)
- Damijan Šinigoj (* 1964)
- Črtomir Šinkovec (pravo ime Adolf Šinkovec) (1914–1983)
- Karel Širok (1889–1942)
- Mojca Širok (* 1968)
- Azra Širovnik (* 1954)
- Igor Škamperle (* 1962)
- Tone Škarja (1937–2020)
- Denis Škofič (* 1985)
- Simona Škrabec (* 1968)
- Stanislav Škrabec (1844–1918)
- Polona Škrinjar (* 1946)
- Angelca Škufca (1932–2020)
- Vinko Šmajs (1924–2016)
- Jože Šmit (1922–2004)
- Makso Šnuderl (1895–1979)
- Ivo Šorli (1877–1958)
- Branko Šömen (* 1936)
- Tanja Špes
- Jakob Špicar (1884–1970)
- Luj Šprohar (* 1952)
- Katja Špur (1908–1991)
- Franc Šrimpf (1924–1999)
- Franček Štabuc? (1919–1944)
- Tamara Štajner (* 1987)
- Bina Štampe Žmavc (* 1951)
- Milan Štante (1930–1999)
- Marcel Štefančič (* 1960)
- Vladimir P. Štefanec (* 1964)
- Aleš Šteger (* 1973)
- Zoran Šteinbauer (* 1965)
- Artur Štern (* 1965)
- Anton Števanec (1861–1921)
- Nelda Štok Vojska (* 1943)
- Jaka Štoka (1867–1922)
- Leon (Lev) Štorman (objavljal 1887-93)
- France Jaroslav Štrukelj (1841–1895)
- Ivan Štrukelj (duhovnik) (1869–1948)
- Jože Štucin (* 1955)
- Klavdija Šumrada
- Andrej Šuster (1768–1825)
- Aleksa Šušulić (* 1961)
- Marko Švabič (1949–1993)
- Zmago Švajger (1910–1942)
- Janez Švajncer (1920–2007)
- Janez J. Švajncer (* 1948)
- Jurij Švajncer (* 1988)
- Marija Švajncer (* 1949)
- Brina Švigelj-Mérat (* 1954)

## T
- Vanja Tajnšek
- Franc Talanji (1883–1959)
- Anton Tanc (1887–1947)
- Frank S. Tauchar (1886–1945)
- Veno Taufer (1933–2023)
- Ivan Tavčar (1851–1923)
- Josip Tavčar (1920–1989)
- Mara Tavčar (1882–1953)
- Zora Tavčar (1928–2025)
- Franc Temlin (17. stoletje–?)
- Anton Terbovec (1882–1962)
- David Terčon (* 1960)
- Aleksander Terplan (1816–1858)
- Kaja Teržan (* 1986)
- Robert Titan Felix (* 1972)
- Alja Tkačev(a) (1934–1991)
- Agata Tomažič (* 1977)
- Bojan Tomažič (* 1958)
- Jože Tomažič (1906–1970)
- Andrej Tomažin (* 1988)
- Jaka Tomc (* 1980)
- Bernard Tomšič (1811–1856)
- Ivan Tomšič (1838–1894)
- Jakob Tomšič (1897–1994)
- Ljudevit Tomšič (1843–1902)
- Marjan Tomšič (1939–2023)
- Aljoša Toplak
- Jože Topolovec (ps. Jože Haložan) (1934–2010)
- Edo Torkar (* 1952)
- Igor Torkar (pravo ime Boris Fakin) (1913–2004)
- Bogomil Trampuž Bratina (1908–1974)
- Suzana Tratnik (* 1963)
- Valentin Tratnik (pisatelj) (* 1929)
- Janez Trdina (1830–1905)
- Vinko Trinkaus (1927–2010)
- Marko Trobevšek (* 1965)?
- Matilda Tomšič Sebenikar (1847–1933)
- Smiljan Trobiš (* 1956)
- Davorin Trstenjak (1817–1890)
- Primož Trubar (1508–1586)
- Jurij Matej Trunk (1870–1973)
- Ivan Tul (1877–1959)
- Janž Tulščak (?–1594)
- Tanja Tuma (* 1964)
- Lavoslava Turk (1895–1979)
- Metod Turnšek (1909–1976)
- Aleksandra (Sanda) Turšič (* 1940)
- Ivan Tušek (1835–1877)

## U
- Jože Udovič (1912–1986)
- Evelina Umek (* 1939)
- Jože Urbanija (1886–1955)
- Orlando Uršič (* 1971)

## V
- Anton Vadnal (1876–1935)
- Jana Vagner
- Erik Valenčič (* 1977)
- Bazilij Valentin (1924–1997)
- Janko Valjavec (* 1962)
- Josip Vandot (1884–1944)
- Vinko Vasle (* 1949)
- Ilka Vašte (1891–1967)
- Narte Velikonja (1891–1945)
- Sergej Verč (1947–2015)
- Jože Vidic (1926–2018)
- Janez Vidmajer
- Janja Vidmar (* 1962)
- Josip Vidmar (1895–1992)
- Milan Vidmar (1885–1962)
- Jernej Vilfan (1940–2011)
- Milan Vincetič (1957–2017)
- Cene Vipotnik (1914–1972)
- Janez Vipotnik (1917–1998)
- Jani Virk (* 1962)
- Andreja Virk Žerdin
- Boris Višnovec (* 1936)
- Emil Vodeb (1880–1921)
- Božo Vodušek (1905–1978)
- Marija Vogrič (1932–2016)
- Silvester Vogrinec (* 1963)
- Goran Vojnović (* 1980)
- Marija Vojskovič (1915–1997)
- Zlata Vokač (1926–1995)
- Jože Volarič (1932–2012)
- Zlata Volarič (1930–2008)
- Mitja Vošnjak (1923–2003)
- Erika Vouk (* 1941)
- Ivan Vouk (1886–1951)
- Joža Vovk (1911–1957)
- Urban Vovk (* 1971)
- Tomaž Vrabič (* 1954)
- Vlado Vrbič (* 1955)
- Franc Vrbnjak (*1792–?)
- Tomislav Vrečar (* 1976)
- Zarja Vršič (* 1993)
- Tina Vrščaj (* 1987)
- Drago Vresnik (1926–1992)
- Lucijan Vuga (1939–2006)
- Saša Vuga (1930–2016)
- Stanko Vuk (1912–1944)
- Tereza Vuk (1976–2024)
- France Vurnik (1933–2023)

## W
- Venceslav Winkler (1907–1975)
- Borivoj Wudler (1932–1981)

## Z
- Igor Zabel (1958–2005)
- Jože Zadravec (1939–2023)
- Mihael Zagajšek (1739–1827)
- Suzana Zagorc (* 1979)
- Cvetko Zagorski (1916–2006)
- Dane Zajc (1929–2005)
- Lenart Zajc (* 1967)
- Zlatko Zajc (* 1951)
- Rado Zakonjšek (1913–1999)
- Kazimir Zakrajšek (1878–1958)
- Rok Zavrtanik
- Fran Zbašnik (1855–1935)
- Andreja Zelinka (* 1961)
- Anica Zidar (1936–2018)
- Pavle Zidar (pravo ime Zdravko Slamnik) (1932–1992)
- Ciril Zlobec (1925–2018)
- Jaša Zlobec (1951–2011)
- Ivan Zorec (1880–1952)
- Ivo Zorman (1926–2009)
- Božo Zuanella (1941–2025)
- Dim Zupan (* 1946)
- Janez Zupan (1944–2021)
- John Zupan (1875–1950)
- Tomo Zupan (1839–1937)
- Vinko Zupan (1882–1915)
- Vitomil Zupan (1914–1987)
- Lojze Zupanc (1906–1973)
- Peter Zupanc (* 1968)
- Beno Zupančič (1925–1980)
- Jacob Zupančič (1895–1980)
- Katka Zupančič (1889–1967)
- Mirko Zupančič (1925–2014)

## Ž
- Lojze Jože Žabkar (1910–1983)
- Vlado Žabot (* 1958)
- Cilka Žagar (* 1939)
- Janez Žagar (1903–1972)
- Monika Žagar (* 1949)
- Bronja Žakelj (* 1969)
- Zdenka Žebre (1920–2011)
- Matija Žegar (prva pol. 18. stoletja–?)
- Marijana Željeznov Kokalj (1898–1964)
- Štefan Žemlič (1840–1891)
- Anica Žemlja (r. Omejc) (1875–1922)
- Jožef Žemlja (1805–1843)
- Irena Žerjal (1940–2018)
- Branimir Žganjer (1919–1999)
- Marjan Žiberna (* 1968)
- Matjaž Žigon (1925–2015)
- Milojka Žižmond Kofol (* 1948)
- Darko Žlebnik (* 1951)
- Damijana Žišt
- Benjamin Žnidaršič (* 1959)
- Fran Žnideršič (1866–1929)
- Oton Župančič (1878–1949)
- Bina Štampe Žmavc (* 1951)
- Vilmoš Županek (1897–1978)
- Jernej Županič (* 1982)
- Branko Žužek (1921–2001)